# Christophe Boesch
Christophe Boesch (* 11. August 1951 in St. Gallen; † 14. Januar 2024) war ein Verhaltensforscher mit französischer und Schweizer Staatsangehörigkeit. Von 1997 bis 2019 war er Direktor der Abteilung für Primatologie am Max-Planck-Institut für evolutionäre Anthropologie in Leipzig und seit 1999 Honorarprofessor am Institut für Zoologie der Universität Leipzig.

## Werdegang
Christophe Boesch, Sohn des Deutschschweizer Psychologie-Professors Ernst E. Boesch, besuchte von 1965 bis 1968 das Lycée François Villon in Paris und von 1968 bis 1970 das Collège Calvin in Genf, wo er mit der Matura abschloss. Danach studierte er Biologie bis zum Diplom-Abschluss (1975) an der Universität Genf, wobei er seine Diplomarbeit – nach einem dreimonatigen Aufenthalt bei Dian Fossey im Nationalpark Virunga in Ruanda – über Berggorillas schrieb; anschließend unterrichtete er Biologie am Collège Moderne in Genf (1975 und 1977). Im Jahr 1976 verbrachte Boesch acht Monate im Nationalpark Taï in der südwestlichen Elfenbeinküste mit der Vorbereitung für eine Langzeitstudie zum Verhalten von Nüsse knackenden wilden Schimpansen; diese Langzeitstudie begann 1979 und dauert noch immer an. Nachdem Boesch 1978 einige Monate als Assistent des Mantelpavian-Experten Hans Kummer in der Abteilung für Verhaltensforschung und Wildlife Research an der Universität Zürich gearbeitet hatte, forschte er ab 1979 für seine Doktorarbeit an der Elfenbeinküste, die 1984 mit einer Studie über Nut-Cracking Behaviour of Wild Chimpanzees abgeschlossen wurde.
Im Anschluss an die Doktorarbeit folgte bis 1990 eine Beschäftigung als Wissenschaftlicher Mitarbeiter an der Universität Zürich und von 1991 bis 1997 an der Universität Basel, gefolgt von der Berufung zum Direktor der Abteilung für Primatologie am Max-Planck-Institut für evolutionäre Anthropologie in Leipzig und zum Honorarprofessor der Universität Leipzig.
Boesch war mit Hedwige Boesch-Achermann verheiratet, das Paar hatte zwei Kinder.

## Forschung
Christophe Boesch erforschte seit 1976 das Verhalten und die Lebensumstände der Schimpansen im Nationalpark Taï mit dem Ziel, die Evolution des Menschen – insbesondere das Entstehen von dessen kognitiven und kulturellen Fähigkeiten – besser zu verstehen. Einige jüngere Forschungsprojekte waren zudem den Gorillas gewidmet.
Außerhalb der Fachwissenschaft wurde Boesch vor allem bekannt für seine Studien zum Werkzeuggebrauch bei Schimpansen. Mitglieder seiner Arbeitsgruppe haben jedoch auch ganz generell das Sozialverhalten und die Reproduktionsstrategien von drei Schimpansen-Gruppen analysiert, ferner deren Jagd- und Territorialverhalten.
Hinzu kommen Datenerhebungen zur Populationsdynamik, als deren Ergebnis unter anderem eine Kooperation mit dem Robert Koch-Institut zustande kam, nachdem erkannt worden war, dass Viren des Menschen den Bestand der Schimpansen bedrohen.
Im Jahr 2000 gründete Christophe Boesch die Wild Chimpanzee Foundation, deren Präsident er bis zu seinem Tod war. Deren Ziel ist es, den Erhalt der frei lebenden Schimpansen zu sichern und zu vermeiden, dass der wachsende Bevölkerungsdruck zu einem immer größeren Verlust an Waldflächen im Gebiet des Nationalpark Taï führt.

## Schriften (Auswahl)
- mit Gottfried Hohmann und Martha M. Robbins: Feeding Ecology in Apes and Other Primates. Cambridge University, 2012, ISBN 978-1107406001.
- mit Sanjida O’Connell: Chimpanzee: The Making of the Film. Disney Editions, 2012, ISBN 978-1423153641.
- mit Martha M. Robbins (Hrsg.): Among African Apes: Stories and Photos from the Field. University of California Press, Berkeley/London 2011, ISBN 978-0520267107.
- mit Emmanuelle Grundmann und Blaise Mulhauser: Manifeste pour les grands singes. Presses Polytechniques et Universitaires Romandes, 2011, ISBN 978-2880749149
- The Real Chimpanzee: Sex Strategies in the Forest. Cambridge University Press, 2009, ISBN 978-0521125130
- mit Ulrich H. Reichard (Hrsg.): Monogamy: Mating Strategies and Partnerships in Birds, Humans and Other Mammals. Cambridge University Press, 2003, ISBN 978-0521525770
- mit Linda Marchant und Gottfried Hohmann (Hrsg.): Behavioural Diversity in Chimpanzees and Bonobos. Cambridge University Press, 2002, ISBN 978-0521006132
- mit Hedwige Boesch-Achermann: The Chimpanzees of the Taï Forest: Behavioural Ecology and Evolution. Oxford University Press, 2000, ISBN 978-0198505075
- The Emergence of Cultures among Wild Chimpanzees. In: Proceedings of the British Academy. Band 88, 1996, S. 251–268, Volltext (PDF).
- als Erstautor mit anderen: Is nut cracking in wild chimpanzees a cultural behaviour? In: Journal of Human Evolution. Band 26, Nr. 4, 1994, S. 325–338, doi:10.1006/jhev.1994.1020.

## Belege
1. ↑  TaiChimpProject, auf twitter.com, 16. Januar 2024.
2. ↑  Max-Planck-Institut für evolutionäre Anthropologie: Christophe Boesch verstorben. Nachruf vom 19. Januar 2024.
3. ↑  Curriculum Vitae von Christophe Boesch- Auf: eva.mpg.de, zuletzt abgerufen am 6. April 2022.
4. ↑  Christophe Boesch (1951–2024), primatologist and chimpanzee champion. Nachruf von Kathelijne Koops und Richard Wrangham auf nature.com vom 1. März 2024, doi:10.1038/d41586-024-00638-z. Zugleich: Nature, Band 627, S. 488 (2024).
5. ↑   Josephine S. Head et al.:  Sympatric Chimpanzees (Pan troglodytes troglodytes) and Gorillas (Gorilla gorilla gorilla) in Loango National Park, Gabon: Dietary Composition, Seasonality, and Intersite Comparisons. In: International Journal of Primatology, Band 32, 201, S. 755–775, doi:10.1007/s10764-011-9499-6, Volltext (PDF; 1,2 MB) (Memento vom 5. April 2014 im Internet Archive)
6. ↑  Christophe Boesch und Hedwige Boesch: Sex differences in the use of natural hammers by wild chimpanzees: A preliminary report. In: Journal of Human Evolution, Band 10, Nr. 7, 1981, S. 585–593, doi:10.1016/S0047-2484(81)80049-8, Volltext (PDF; 671 kB) (Memento vom 14. Mai 2011 im Internet Archive)
7. ↑   Julio Mercader, Huw Barton, Jason Gillespie, Jack Harris, Steven Kuhn, Robert Tyler und Christophe Boesch: 4300-year-old chimpanzee sites and the origins of percussive stone technology. In: PNAS, Band 104, Nr. 9, 2007, S. 3043–3048, doi:10.1073/pnas.0607909104
Die Schimpansen-Steinzeit. Westafrikanische Schimpansen knacken Nüsse mit Steinwerkzeugen bereits seit Tausenden von Jahren. Auf: mpg.de vom 13. Februar 2007
8. ↑  Christophe Boesch, Josephine Heada und Martha M. Robbins: Complex tool sets for honey extraction among chimpanzees in Loango National Park, Gabon. In: Journal of Human Evolution, Band 56, Nr. 6, 2009, S. 560–569; doi:10.1016/j.jhevol.2009.04.001
9. ↑   Linda Vigilant et al.: Paternity and relatedness in wild chimpanzee communities. In: PNAS, Band 98, Nr. 23, 2001, S. 12890–12895, doi:10.1073/pnas.231320498
10. ↑  Christophe Boesch et al.: Altruism in Forest Chimpanzees: The Case of Adoption. In: PLoS ONE, Band 5, Nr. 1, 2010: e8901. doi:10.1371/journal.pone.0008901
11. ↑  Christophe Boesch: Cooperative hunting roles among Taï chimpanzees. In: Human Nature, Band 13, Nr. 1, 2002, S. 27–46, doi:10.1007/s12110-002-1013-6, Volltext (PDF; 1,0 MB) (Memento vom 14. Mai 2011 im Internet Archive)
12. ↑   Ilka Herbinger et al.: Territory Characteristics among Three Neighboring Chimpanzee Communities in the Taï National Park, Côte d'Ivoire. In: International Journal of Primatology, Band 22, Nr. 2, 2001, S. 143–167, doi:10.1023/A:1005663212997, Volltext (PDF; 214 kB) (Memento vom 14. Mai 2011 im Internet Archive)
13. ↑   Sophie Köndgen et al.: Pandemic Human Viruses Cause Decline of Endangered Great Apes. In: Current Biology, Band 18, Nr. 4, 2008, S. 260–264, doi:10.1016/j.cub.2008.01.012
Schimpansen-Tod durch Menschen-Virus. (Memento vom 13. August 2014 im Internet Archive). Im Original publiziert auf vom Robert Koch-Institut am 24. Januar 2008.
14. ↑  Christophe Boesch: Why Do Chimpanzees Die in the Forest? The Challenges of Understanding and Controlling for Wild Ape Health. In: American Journal of Primatology, Band 70, 2008, S. 722–726, doi:10.1002/ajp.20571, Volltext (PDF; 66 kB) (Memento vom 14. Mai 2011 im Internet Archive)

| Personendaten    | Personendaten                                                  |
| ---------------- | -------------------------------------------------------------- |
| NAME             | Boesch, Christophe                                             |
| KURZBESCHREIBUNG | schweizerisch-französischer Primatologe und Verhaltensforscher |
| GEBURTSDATUM     | 11. August 1951                                                |
| GEBURTSORT       | St. Gallen                                                     |
| STERBEDATUM      | 14. Januar 2024                                                |